# Resolució 733 del Consell de Seguretat de les Nacions Unides
La Resolució 733 del Consell de Seguretat de les Nacions Unides, fou adoptada per unanimitat el 23 de gener de 1992 després d'expressar la seva alarma davant la situació a Somàlia sobre la gran pèrdua de vides, la destrucció de propietats i l'amenaça a l'estabilitat regional, el Consell, en virtut del Capítol VII de la Carta de les Nacions Unides, va decidir imposar un "general i complet" embargament d'armes al país per establir la pau i l'estabilitat. La situació es va assenyalar a l'atenció del Consell de Seguretat pel govern somali.
El Consell va demanar al llavors Secretari General Boutros Boutros-Ghali que immediatament realitzés accions per augmentar l'ajuda humanitària per les Nacions Unides i altres organitzacions internacionals a la població afectada a Somàlia. També li va demanar, juntament amb els Secretaris Generals de l'Organització de la Unitat Africana i la Lliga Àrab, que contactessin totes les faccions implicades per posar fi a les hostilitats i permetre l'ajut.
La resolució 733 va instar a totes les parts a garantir la seguretat de tot el personal humanitari a Somàlia i va instar a tots els Estats membres a contribuir a l'esforç de l'ajuda. La resolució no va incloure propostes per a una força de manteniment de la pau, ja que alguns estats membres n'eren reticents per motius econòmics, i altres, com els Estats Units, van afirmar que no intervindrien en aquesta etapa, ja que no hi havia invitació de les principals parts implicades.